# Termik

Illustration av termik. 1. Solstrålningen värmer upp marken. 2. Den uppvärmda luften stiger i form av uppvindskanaler, kyls ner och bildar moln (A).

Termik (franska: thermique, 'värme-'; av grekiska thermē, 'värme', hetta') är en uppåtgående varm luftström i det lägsta skiktet av jordens atmosfär (troposfären). Termik utnyttjas exempelvis av segelflygplan, rovfåglar och storkar.

## Bakgrund och utveckling
Termikvindar uppstår tack vare att solstrålningen värmer upp jordytan lite extra på vissa ställen (till exempel över städer, asfaltytor, södersluttningar) och luften där börjar stiga. Den uppvärmda luften stiger i form av uppvindskanaler (även förklara som 'varma bubblor'), där luften är varmare än den omgivande luften.
Efter hand som termiken stiger, blir den nedkyld och tappar i hastighet. Även temperaturen sjunker och vattenångan i luften kondenserar och bildar ibland moln. Förekomsten av cumulusmoln är därför ofta ett tecken på termikvindar.
Storleken och intensiteten i termiken bestäms av troposfärens egenskaper. Den viktigaste faktorn är atmosfärens stabilitet. Generellt sett är det troligare att termikvindar uppstår när troposfären är instabil.
Termik är ett exempel på konvektion.